# 리명국
리명국(李明國, 표준어: 이명국, 1986년 9월 9일~)은 조선민주주의인민공화국의 축구 선수, 지도자로 선수 시절 골키퍼로 활동했다. 2006년부터 2019년까지 평양시체육단에서 활동했으며 2007년부터 2019년까지 조선민주주의인민공화국 축구 국가대표팀에서 활동했다.
2010년 FIFA 월드컵 당시 자국 대표팀의 주전 골키퍼로 활동했으며 AFC 아시안컵에 3회 참가했고 2014년 아시안 게임 축구 종목에 참가해 은메달을 획득했다. 조선민주주의인민공화국 대표팀 A매치 최다 출장자이며 동시에 FIFA 센추리 클럽에 가입한 유일한 조선민주주의인민공화국의 축구 선수이다.

## 구단 경력
2006년 평양시체육단 입단을 통해 프로에 입문했다. 이후 조선민주주의인민공화국 1부 리그 2연속 우승, 2007년 백두산체육대회 우승, 2010년 포천보체육대회 준우승, 2015년 포천보체육대회 우승, 2016년 백두산체육대회 준우승 등에 기여했다.

## 국가대표팀 경력
2007년 조선민주주의인민공화국 국가대표팀에 처음 발탁되었다. 그 해 6월 싱가포르에서 개최한 4개국 초청 대회에 참가했으며 개최국 싱가포르 대표팀과의 경기를 통해 국제 A매치에 데뷔했다. 
2008년 동아시아 축구 선수권 대회에 참가해 대회 4등을 달성했고 2010년 FIFA 월드컵 예선에서 6경기 연속 무실점을 달성하여 자국 대표팀의 사상 1966년 이후 44년 만에 2번째 FIFA 월드컵 진출을 이끌었다. 남아프리카 공화국에서 열린 월드컵 본선 첫 경기인 브라질전에서 선방 10개를 기록하여 해당 월드컵 단일 경기 최다 선방 기록을 세웟다. 이후 포르투갈에 0-7로 대패하는 등 3전 전패로 조별리그에서 탈락했다. 그러나 슈퍼세이브 부문 4위에 이름을 올릴 정도로 고비 때마다 많은 선방을 보여줬다. 
2012년에는 네팔에서 열린 2012년 AFC 챌린지컵에 참가하여 투르크메니스탄을 꺾고 대표팀의 우승을 이끌었다. 2014년에는 대한민국 인천에서 열린 2014년 아시안 게임 축구 종목에는 와일드카드 자격으로 출전하여 1990년 아시안 게임 이후 24년만에 조선민주주의인민공화국의 아시안 게임 축구 은메달 획득에 기여했다. 이 밖에 EAFF E-1 풋볼 챔피언십에서도 2회 연속 팀을 결승 리그로 이끌었고 2017년 EAFF E-1 풋볼 챔피언십에서 대회 4등을 달성했다.
리명국은 2007년부터 2019년까지 A매치 118경기에 출전하여 자국 대표팀 최다 출전 기록을 세웠으며 조선민주주의인민공화국 축구 선수로는 유일하게 FIFA 센추리 클럽에 가입했다.

## 경력
- 2008년 동아시아 축구 선수권 대회 국가대표
- 2010년 FIFA 월드컵 국가대표
- 2011년 AFC 아시안컵 국가대표
- 2012년 AFC 챌린지컵 국가대표
- 2014년 아시안 게임 남자 축구 국가대표
- 2015년 EAFF 동아시안컵 국가대표
- 2017년 EAFF E-1 풋볼 챔피언십 국가대표

## 수상 내역
조선민주주의인민공화국 축구 국가대표팀
- 아시안 게임 축구 은메달: 2014
- AFC 챌린지컵: 2012
- EAFF E-1 풋볼 챔피언십 3위: 2015

개인
- AFC 챌린지컵 베스트 11: 2012
- EAFF E-1 풋볼 챔피언십 최우수 골키퍼: 2008, 2015

## 같이 보기
- A매치 100경기 이상 출전한 축구 선수 명단